# Leona Roberts
Pour les articles homonymes, voir Léona.
Léona Roberts, née Leona Celinda Doty  le 26 juillet 1879 à Mills Township (comté de Bond, Illinois), et morte le 29 janvier 1954 à Santa Monica (Californie), est une actrice américaine qui tourna dans 45 films entre 1936 et 1950. Elle est la sœur d'Edith Roberts.

## Biographie
Léona Roberts débute à Broadway en 1926.

## Filmographie partielle
- 1937 : Forty Naughty Girls de Edward F. Cline
- 1938 : L'Impossible Monsieur Bébé (Bringing up Baby) de Howard Hawks : Mme Hannah Gogarty
- 1938 : Kentucky de David Butler : Grace Goodwin
- 1938 : Vacances payées (Having Wonderful Time) de Alfred Santell : Mme Shaw
- 1938 : Ah ! ces vedettes ! (The Affairs of Annabel) de Benjamin Stoloff : Mme Hurley
- 1939 : Thou Shalt Not Kill de John H. Auer : Mrs Stevens
- 1939 : Des souris et des hommes (Of Mice and Men) de Lewis Milestone : Tante Clara
- 1939 : Swanee River de Sidney Lanfield : Mrs Foster
- 1939 : Autant en emporte le vent (Gone with the Wind) de Victor Fleming : Mme Meade
- 1939 : Radio Détective (Sued for Libel), de Leslie Goodwins : Mrs Trent
- 1939 : Three Sons de Jack Hively : femme dans le magasin
- 1939 : The Escape de Ricardo Cortez : Tante Mamie Qualen
- 1940 : L'Oiseau bleu (The Blue Bird) de Walter Lang : Mme Berlingot
- 1940 : Les Bas-fonds de Chicago (Queen of the Mob) de James Patrick Hogan
- 1940 : The Man Who Wouldn't Talk de David Burton
- 1940 : Abraham Lincoln (Abe Lincoln in Illinois) de John Cromwell : Mme Rutledge
- 1941 : Week-end à la Havane (Week-End in Havana) de Walter Lang : Passagère